# 法比奧·博里尼
法比奧·博里尼（義大利語：Fabio Borini，1991年3月23日—）是一位意大利足球運動員，司職前鋒。現效力於意大利足球乙级联赛球隊桑普多利亚。

## 生平

### 球會
他的職業足球生涯開始于博洛尼亞，在2007年轉會來到切爾西。在2009年9月20日切爾西對熱刺的英超聯賽中，他首次代表切爾西出場參戰。此后他還參加過數場杯賽及歐冠賽事。
2011年3月17日，曾執教車路士青年隊的英冠球會史雲斯時任領隊，返回舊東家為球隊增強攻力以爭取升班，借用博里尼直到球季結束。3月19日首場上陣主場對升班競爭對手諾定咸森林即射入兩球，協助球隊以3-2取勝，期間上陣9場射入6球，史雲斯以第3位結束球季晉級升班附加賽，波連尼出席全部3場附加賽，最終史雲斯在溫布萊球場以4-2擊敗雷丁取得最後一張英超入場劵。
雖然史雲斯希望正式簽入波連尼，但他在借用前已與意甲球會帕爾馬簽署約前協議，季後正式簽署五年合約落實加盟。
2011-12年球季，波連尼以借將身份加盟羅馬，在一季裡上陣24場入9球。
2012年7月9日，波連尼成為利物浦新任領隊布蘭登·羅渣士第一名簽入的球員，並穿上29號球衣。
2013年賽季，波連尼以借將身份加盟新特蘭。
2015年8月31日，波連尼加盟新特蘭，轉會費為800萬英鎊。
2017-18年球季，波連尼以借將身份加盟AC米蘭。

## 外部連結
- Chelsea profile
- 足球数据库：法比奧·博里尼的球员统计数据
- ESPN Soccernet profile Archive.today的存檔，存档日期2012-12-06